# Guillaume Rose
Pour l'homme politique, voir Guillaume Rose.
Guillaume Rose (né à Chaumont en 1542, mort à Senlis le 20 mars 1602) est un ecclésiastique, évêque de Senlis de 1583 à sa mort sous le nom de Guillaume IV. Son épiscopat d'une vingtaine d'années fut interrompu à la suite de sa participation active à La Ligue catholique.

## Biographie
Guillaume Rose nait en 1542 dans une famille noble du diocèse de Langres. Il est le fils de Jean Rose (1510-1583) seigneur d'Avrecourt prévôt de Chaumont-en-Bassigny et bailli de Joinville de Jeanne de Gondrecourt (†1554). Il fait ses études au Collège de Navarre à partir de 1557 et obtient son doctorat en 1576. Il commence alors une carrière de prédicateur dans les églises de Paris. Sa notoriété attire l'attention du roi Henri III qu'il avait admonesté et qui en fait son prédicateur ordinaire et lui accorde l'évêché de Senlis vacant depuis la mort de Pierre Le Chevalier le 30 octobre 1583. Il est consacré le 6 mai 1584 par Guillaume Ruzé, évêque d'Angers.
Après la mort du duc François d'Alençon qui fait de Henri de Navarre l'héritier du trône et l'avènement du nouveau pape Sixte V plus favorable à La Ligue que son prédécesseur Grégoire XIII, Guillaume Rose abandonne le parti du roi et se tourne résolument en 1585 vers la Saint-Ligue jusqu'à devenir membre du « Conseil de l'Union ». Il participe comme député du clergé aux États généraux de 1588-1589 à Blois. Lors de la guerre civile qui suit les meurtres du duc Henri Ier de Guise et de son frère le cardinal de Lorraine, sa cité épiscopale de Senlis est prise par l'armée royale le 26 avril 1589 et il doit s'enfuir, après la défaite du duc Charles Ier d'Aumale le 10 mai 1589. Après le meurtre du roi en août 1589 il s'oppose à son successeur désigné Henri de Navarre et on l'accuse d'avoir ensuite pris part au siège de la ville par les forces de la Ligue et même d'avoir béni les canons avant l'assaut. Il participe aux États généraux de 1593 de la Ligue ouverts le 17 février et la Satire Ménippée ridiculise cruellement les interventions de Guillaume Rose fameux ligueur dans le discours de la Rose et la grotesque Procession de la Ligue dans l'île de la Cité à laquelle il participe « tenant une croix d'une main et de l'autre une pertuisane ». Après la réconciliation du roi Henri IV avec l'Église catholique le 25 juillet 1593 et la levée de son excommunication par la papauté, il peut  retrouver sa cité épiscopale le 17 septembre 1596 et reprendre son épiscopat interrompu depuis 8 années au cours desquelles il avait résidé à Paris ou à l'abbaye Notre-Dame du Val près de Beaumont-sur-Oise. Il s'élève encore en 1598 contre l'édit de Nantes et doit s'éloigner de nouveau de son diocèse. Il se réconcilie rapidement avec le roi qui lui demande de prêcher lors de son mariage avec Marie de Médicis en 1600. L'année suivante le souverain lui accorde la faveur de s'adjoindre comme coadjuteur son neveu Antoine Rose, son théologal mais il meurt pendant que ce dernier est à Rome afin de faire confirmer sa nomination .